# Scotura peruviana
Scotura peruviana är en fjärilsart som beskrevs av Erich Martin Hering 1925. Scotura peruviana ingår i släktet Scotura och familjen tandspinnare. Inga underarter finns listade.